# Brânceni
Brânceni – wieś w Rumunii, w okręgu Teleorman, w gminie Brânceni. W 2011 roku liczyła 2881 mieszkańców.